# Hubert Türk
Hubert Türk (* 31. Januar 1925 in Nörvenich; † 15. Juni 2011 in Bergisch Gladbach) war ein deutscher Politiker und Landtagsabgeordneter (CDU).

## Leben und Beruf
Nach dem Besuch der Volksschule und des Gymnasiums, unterbrochen durch Kriegsdienst und Gefangenschaft, erlangte er 1949 das Abitur. Anschließend studierte er an der Tierärztlichen Hochschule Hannover, legte 1956 das Staatsexamen ab und promovierte 1957 zum Dr. med. vet. Nach Tätigkeiten als Tierarzt und bei einer Veterinärbehörde war er bei Versicherungen beschäftigt. Der Autor und Heimatforscher Karl Heinz Türk ist einer seiner Brüder.
Der CDU gehörte Türk seit 1964 an. Er war in zahlreichen Parteigremien tätig.

## Abgeordneter
Vom 28. Mai 1975 bis zum 28. Mai 1980 war Türk Mitglied des Landtags des Landes Nordrhein-Westfalen. Dort war er u. a. Mitglied im Ausschuss für Arbeit, Gesundheit, Soziales und Angelegenheiten der Vertriebenen und Flüchtlinge, im Petitions- sowie im Sportausschuss. Er wurde im Wahlkreis 028 Rheinisch-Bergischer Kreis II direkt gewählt.
Dem Kreistag des Rheinisch-Bergischen-Kreises gehörte er von 1969 bis 1974 an.